# Rainbow Raiders
I Rainbow Raiders sono un gruppo di personaggi dei fumetti di Flash.

## Storia
Dopo il decesso del primo Capitan Boomerang, ci fu un funerale a cui partecipò ogni criminale che ebbe a che fare con Flash. Tra la grande folla ci fu un eclettico gruppo di metaumani che si fecero chiamare "Rainbow Raiders", in onore del fu criminale, nemico di Flash, Rainbow Raider. I loro sentimenti, espressi durante il servizio, sembrano denotare un gruppo relativamente nuovo sulla scena, avendo poca esperienza del lavoro in squadra.
Fu durante la seconda invasione del Sindacato del crimine alla Terra che i Raiders entrarono in azione. In Justice League of America n. 110 (2004), attaccarono Missoula Country, i Laboratori S.T.A.R. del Montana. Johnny Quick e Power Ring che si travestirono da Flash e Lanterna Verde per una missione sotto copertura, combatté il gruppo sul terreno del laboratorio. La battaglia andò male per i due. Alcuni civili di passaggio, credendo che i loro amati eroi fossero in difficoltà, attaccarono i criminali, permettendo a Johnny Quick e Power Ring di riprendersi e sconfiggere il gruppo.
Una pagina cancellata di Blackest Night: Director's Cut rivelò che i Raiders stavano originariamente commettendo omicidi di massa per far parte del Corpo delle Lanterne Nere. Tuttavia, tagliarono ogni collegamento emozionale sufficiente abbastanza da attirare l'attenzione degli anelli neri del potere, e così, non dovettero resuscitare.

## Membri
Come il Rainbow Raider originale, i membri del team assunsero il nome dei colori dello spettro visibile, ognuno avente un'apparenza simbolicamente collegata ai propri colori.
- Red: un attaccabrighe super forte.
- Orange: un portatore del fuoco.
- Yellow: un velocista con poteri elettrici.
- Green: un manipolatore delle piante.
- Blue: un mutaforma a base d'acqua.
- Indigo: un portatore d'ombra.
- Violet: un manipolatore dei venti.

Il gruppo sembrò anche lavorare con un capo saltuario di nome "Computron", una versione migliorata del nemico di Flash, il criminale Colonnello Computron. Computron fu ucciso a Santa Prisca dal criminale brasiliano Fire durante una missione di Checkmate.